# Relaciones Estados Unidos-Sri Lanka
Las relaciones Estados Unidos-Sri Lanka son las relaciones diplomáticas entre Estados Unidos y Sri Lanka. En una encuesta de 2005 BBC World Service, el 30% de los habitantes de Sri Lanka ve positivamente la influencia estadounidense, y el 20% expresa una opinión negativa. Según el Informe de liderazgo global de EE. UU. De 2012, el 14% de Sri Lanka aprueba el liderazgo de EE. UU., Con un 37% de desaprobación y un 49% de incertidumbre.

## Historia

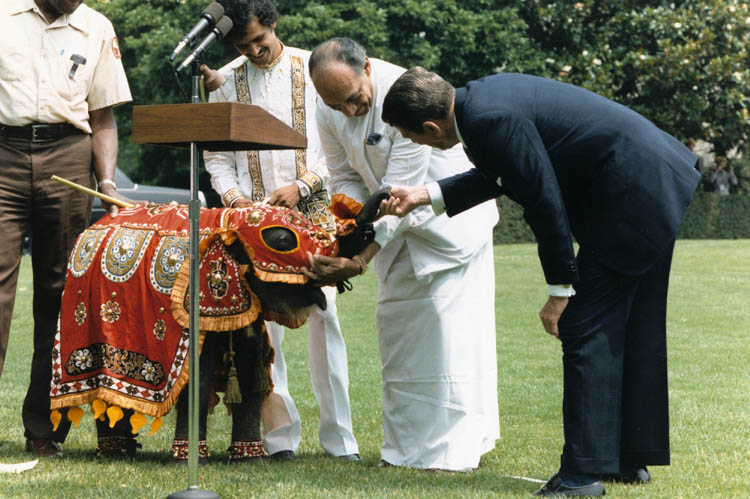
Presidente Jayewardene de Sri Lanka presenta un elefante bebé al presidente Reagan y al pueblo estadounidense en 1984. El presidente Jayawardane era conocido por sus políticas pro Estados Unidos.

En 2004, el primer ministro Ranil Wickremesinghe fue invitado a la Casa Blanca por el presidente George W. Bush, esta fue la primera vez que un primer ministro de Sri Lanka fue invitado oficialmente a la Casa Blanca.
La asistencia de los Estados Unidos ha totalizado más de $ 2 mil millones desde la independencia de Sri Lanka en 1948.  A través de Agencia de los Estados Unidos para el Desarrollo Internacional (USAID), ha contribuido al crecimiento económico de Sri Lanka con proyectos diseñados para reducir desempleo, mejorar la  vivienda, desarrollar la Bolsa de Valores de Colombo, modernizar la sistema judicial, y mejorar la competitividad. En la Conferencia de Donantes de Tokio en junio de 2003 en Sri Lanka, los Estados Unidos prometieron $ 54 millones, incluyendo $ 40,4 millones de fondos de USAID. Tras el tsunami de 2004, los Estados Unidos proporcionaron $ 135 millones en asistencia de socorro y reconstrucción.
Además, la International Broadcasting Bureau (IBB) opera una estación de transmisión de radio en Sri Lanka.

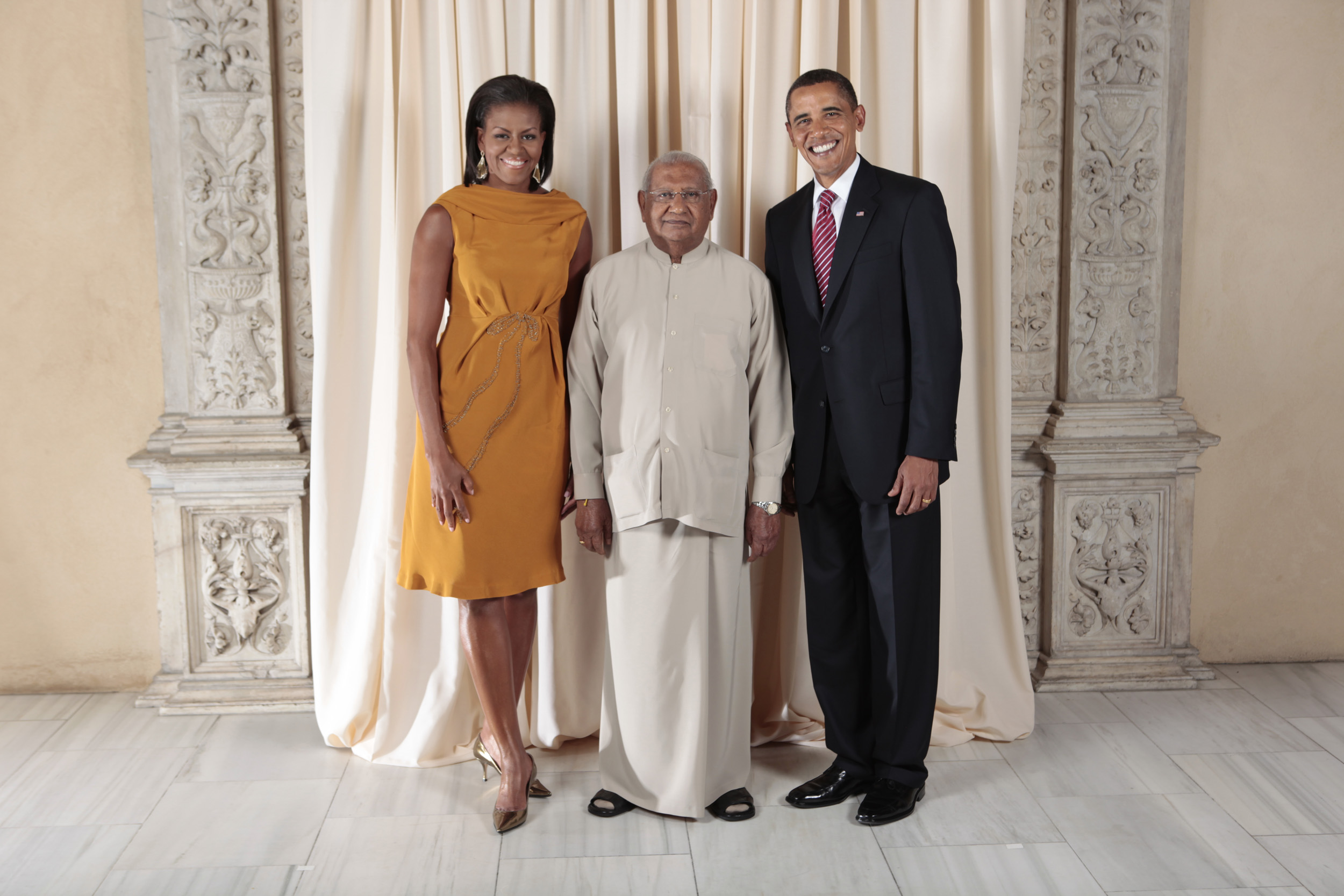
Ratnasiri Wickremanayake con el presidente de los Estados Unidos Barack Obama y Michelle Obama.

Bajo la presidencia Mahinda Rajapaksa, las relaciones con los EE. UU. Fueron tensas, pero las relaciones mejoraron después de que el presidente Maithripala Sirisena y el primer ministro Ranil Wickremesinghe llegaron al poder en 2015. En mayo de 2015, el secretario de El estado John Kerry visitó Sri Lanka para una gira oficial. El consejero del Departamento de Estado de EE. UU.  Thomas Shannon visitó Sri Lanka en diciembre de 2015, donde se realizó el primer diálogo de asociación entre EE. UU. y Sri Lanka para mejorar la gobernanza, la cooperación para el desarrollo y los lazos entre personas; Cooperación económica; Se anunció la Cooperación de Seguridad y Asuntos Internacionales y Regionales. Estados Unidos ofreció asistencia para ayudar a Sri Lanka a convertirse en un centro económico y estratégico en la región del Océano Índico.

Los principales funcionarios de la Embajada de los Estados Unidos incluyen:
| - Ambassador – Atul Keshap - Jefe Adjunto de Misión – Andrew C. Mann - Jefe de sección política – Michael DeTar - Jefe de la Sección Económica / Comercial – Robert Gabor - Oficial de gestión – Maria Brewer - Funcionario consular – Joel Weigert - Agregado de Defensa – Lt. Col. Lawrence A. Smith III - Director, USAID – Rebecca Cohn - Oficial de asuntos públicos – Jeff Anderson - Gerente de estación IBB – William Martin |

La Embajada de los Estados Unidos en Sri Lanka se encuentra en Colombo, al igual que la Agencia de los Estados Unidos para las Oficinas de Desarrollo Internacional y las oficinas de Asuntos Públicos. Las oficinas de IBB están ubicadas cerca de Chilaw, a 75 km al norte de Colombo.

## Relaciones de defensa

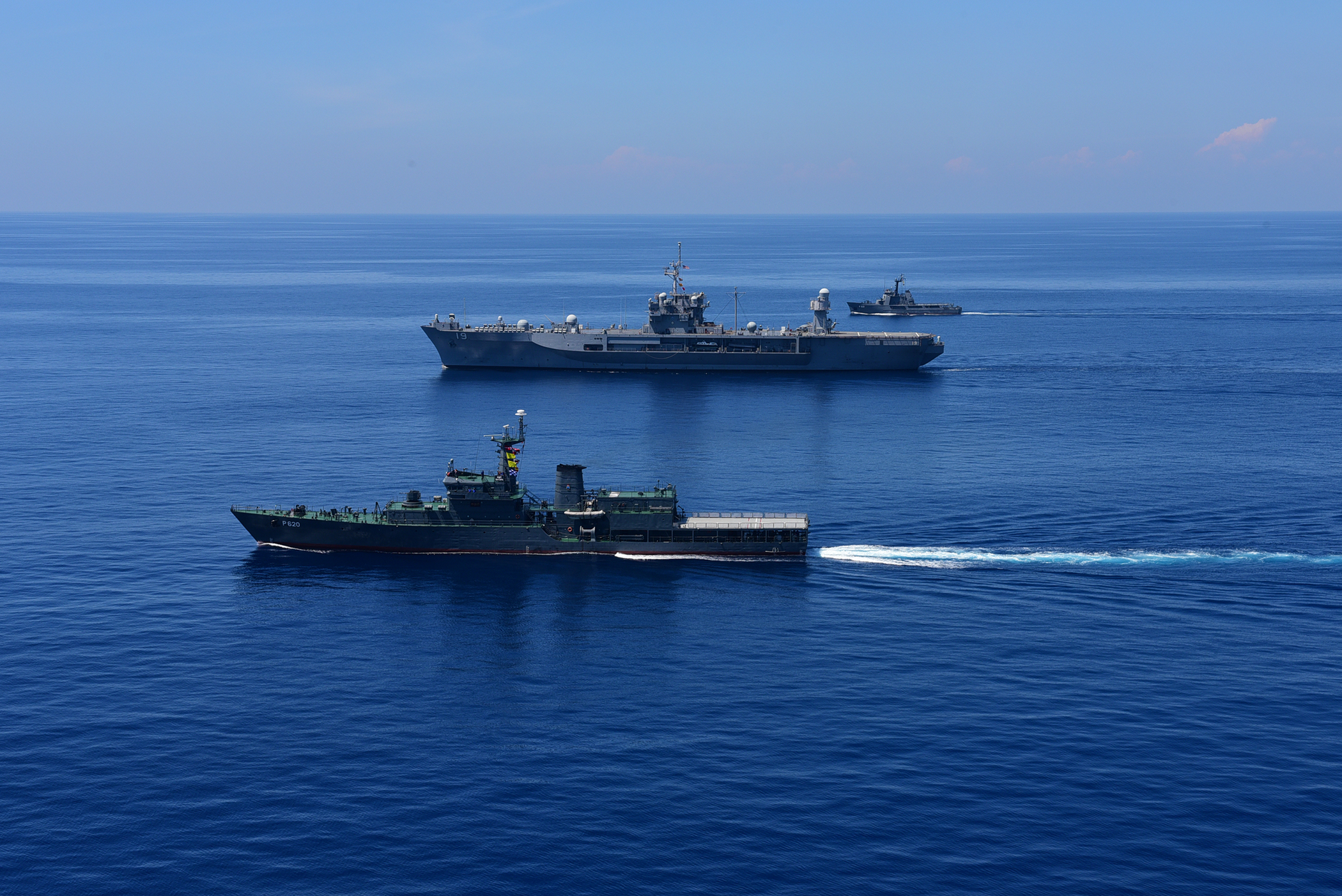
USS Blue Ridge (LCC-19) y la Armada de Sri Lanka SLNS Sayura y SLNS Samudura barcos operan juntos

Los Estados Unidos. Fuerzas Armadas]] mantienen una relación limitada de militar a militar con  establecimiento de defensa de Sri Lanka. Estados Unidos y Sri Lanka comenzaron a mejorar las relaciones de defensa más allá de la venta de equipo militar, y las instalaciones de entrenamiento se ampliaron cuando Sri Lanka estaba en una batalla interna con un movimiento secesionista Tamil Tigers.
Durante el período de Ranil Wickremesinghe como primer ministro en 2002, se firmaron acuerdos con los Estados Unidos que le permitieron a Sri Lanka obtener asistencia en términos de entrenamiento militar, tecnología militar, inteligencia, entrenamiento especial contra el terrorismo y asistencia monetaria directa para el desarrollo militar.
Durante el período de cesación del fuego, el Comando de los Estados Unidos del Pacífico, el equipo de evaluación realizó un estudio desde el 12 de septiembre de 2002 hasta el 24 de octubre de 2002, que realizó varias recomendaciones para capacidades del Ejército de Sri Lanka, Marina de Sri Lanka y Fuerza Aérea de Sri Lanka en caso de que el proceso de paz fracase. Después de estudiar la debilidad de los militares, el estudio recomendó el uso de bombas de racimo (que no fueron prohibidas hasta 2010 cuando entró en vigor la Convención de Municiones en Racimo) para destruir objetivos de área no armados y armar Kafirs y  Cañoneras Mi-24 con armas guiadas en caso de luchar cerca de las fuerzas enemigas. Los Estados Unidos también donaron el SLNS Samudura durante este tiempo.
Se informó que el Comando del Pacífico de los Estados Unidos Proporcionó información al gobierno de Sri Lanka durante la guerra civil de Sri Lanka para cazar a las tripulaciones de los LTTE y cuatro barcos. Esto fue confirmado más tarde por el expresidente Mahinda Rajapaksa cuyo gobierno era hostil a los Estados Unidos.